# راهول سينغ (لاعب كريكت هندي)
راهول سينغ (18 سبتمبر 1995 في الهند - ) هو لاعب كريكت هندي.

## وصلات خارجية
- راهول سينغ (لاعب كريكت هندي) على موقع إي آس بي آن كريك إنفو (الإنجليزية)